# Borden (Saskatchewan)
Borden is een plaats (village) in de Canadese provincie Saskatchewan en telt 223 inwoners (2006).